# トマス・プライド

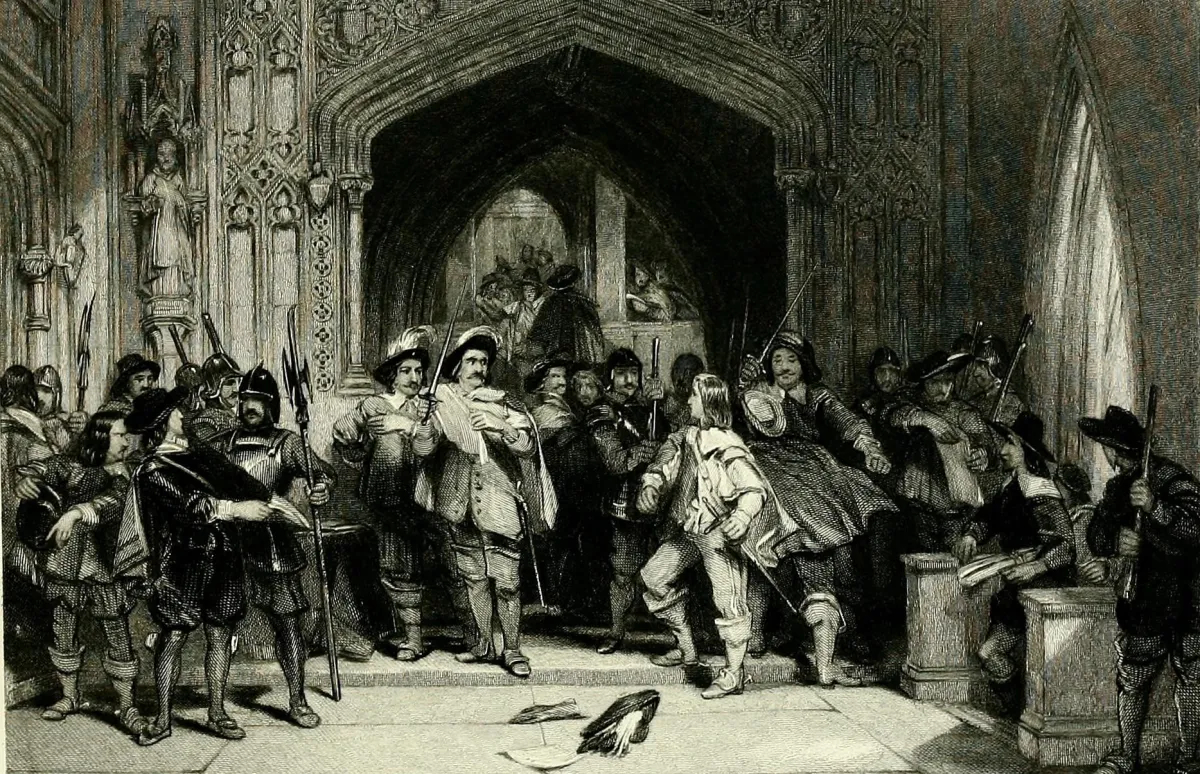
プライドのパージ

サー・トマス・プライド（英：Sir Thomas Pride, ? - 1658年10月23日）は、清教徒革命（イングランド内戦）期のイングランドの軍人。議会派の軍人でプライドのパージの実行者、イングランド王チャールズ1世処刑に署名した者（レジサイド）の1人として知られている。

## 生涯
ロンドン・聖ブリッジス教会教区で育ったとされるが、出身はサマセットといわれる。
荷馬車引きまたは醸造業者の雇われ人だったとされるが、第一次イングランド内戦が始まると議会派のエセックス伯ロバート・デヴァルーの下でニューモデル軍が創設されるまで従軍、最終的に階級は大佐になった。1648年の第二次イングランド内戦のプレストンの戦いおよび12月のロンドン占領に連隊を率いて参加したことで名を上げ、チャールズ1世を裁判にかける第一歩となった。
続いて軍と独立派は結託、陸軍評議会およびニューモデル軍司令官トーマス・フェアファクスの命令でプライドは銃兵隊を率いて国王との和解を図った長老派と王党派を庶民院から追放（プライドのパージ）、残った議会は少数の独立派が掌握、国王裁判が推し進められた。これは長期議会の終焉とランプ議会の始まりを意味していた。1649年1月のチャールズ1世裁判委員に任命され、死刑執行令状に署名した。
第三次イングランド内戦ではフェアファクスの後任の司令官オリバー・クロムウェルの下でダンバーの戦い（1650年）とウスターの戦い（1651年）に参戦、歩兵旅団を指揮した。またサリーのノンサッチ宮殿の土地を購入、1655年にはサリーのシェリフに任命された。
イングランド共和国創設後、1657年に第二議会でクロムウェルの国王即位問題が話題になると、聖職者ジョン・オウエンらと共に即位に反対したが、それ以外は政治関与を控えた。トマス・ハリソンが率いる反クロムウェル派に属していたともされるが、護国卿となったクロムウェルからは重用され、1656年に騎士に叙任、1657年の謙虚な請願と勧告制定により創設された第二院の議員に選ばれた。
1658年、購入したノンサッチ宮殿の庭園で建てたウスター・パークハウスで死去。1660年の王政復古で遺体はクロムウェルとヘンリー・アイアトン、ジョン・ブラッドショーの遺体と共に墓から掘り起こされ、タイバーンで絞首刑にされた。

## 結婚
トマス・マンクとマリー・グールドの娘で初代アルベマール公爵ジョージ・マンクの姪に当たるエリザベス・マンク（1628年生）と結婚した。